# Georges Brassens, un copain d'abord
Georges Brassens, un copain d'abord est un récit biographique consacré à Georges Brassens écrit par Marcel Zaragoza, avec une préface de Pierre Onteniente, ami et impresario du chanteur.
Accompagné d'un disque CD audio (textes récités et chansons peu connues) et illustré de nombreux dessins et photographies, cet ouvrage retrace l'itinéraire de chanteur et nous le présente sous différents aspects connus ou moins connus : l'anarchiste, celui pour qui l'amitié est une valeur essentielle, l'amoureux, l'humaniste et l'anti militariste... 
Une peinture intime complétée par des souvenirs de l'ami Pierre Onteniente, celui qu'il avait surnommé "Gibraltar" ; est évoquée également sa chanson Bonhomme, qui lui était particulièrement chère et dont il disait qu'il se séparerait de presque tous ses textes, sauf de celui-là.
De l'harmonie entre texte et musique, Brassens disait : « Ma musique doit être inattendue, elle doit être comme la musique d'un film : il faut qu'elle donne une atmosphère à l'image qu'on est en train de voir mais il ne faut pas qu'elle prenne le pas sur celle-ci, sinon c'est foutu. » 